# 艾斯·库伯
老歐謝·傑克森（英語：O'Shea Jackson, Sr.，1969年6月15日—），藝名為冰塊酷巴（Ice Cube）又稱衛生冰塊，出生于美国加利福尼亚州洛杉矶，是美国著名饒舌艺人、演员、剧作家、电影导演和制片人。艾斯·库伯原是说唱组合C.I.A.的成员之一，后来加入饒舌幫派团体Niggaz Wit' Attitude （尼哥有態度，N.W.A）。在1989年12月离开N.W.A.之后，他开始了自己一個人在音乐上的辉煌旅途，并拓展至影视界，成为剧作家、演员、导演和制片人。

## 早年生活
冰塊酷巴出生在洛杉矶，其父亲荷西·杰克逊是加州大学洛杉矶分校的一名运动场地管理员，其母亲是一名医院职员。而他的表兄弟Teren Delvon Jones是饒舌团体Hieroglyphics的成员。16岁时，冰塊酷巴开始对嘻哈音樂产生兴趣，并开始写词。1987年秋，冰塊酷巴进入凤凰科技所（the Phoenix Institute of Technology ）学习建筑制图。不久，冰塊酷巴与其朋友Sir Jinx组建了饒舌组合C.I.A.，并在Dr. Dre组织的晚会上表演。Dr. Dre是冰塊酷巴在14岁时相遇并认识的，当时Dr. Dre19岁。Dr. Dre很早就投身唱片业，并参与了World Class Wreckin' Cru的唱片录制工作。Dr. Dre发现了冰塊酷巴的作词潜质，于是便让其帮助自己完成World Class Wreckin' Cru作品的录制工作，并让其担任伴唱。

## 音乐生涯

### N.W.A 时期
1987年，冰塊酷巴与Dr. Dre合作，推出了单曲《My Posse》。随后，冰塊酷巴向Eazy-E展示了为单曲《Boyz-n-the-Hood》而作的词。Eazy-E起初拒绝，但最后还是接受了冰塊酷巴作的词，并为说唱团体N.W.A.的首张专辑《N.W.A. and the Posse》录曲。此时的冰塊酷巴已是N.W.A.中的一员，成为了一名全职说唱艺人。1988年，N.W.A.推出了其代表专辑《Straight Outta Compton》，其中的大部分词作由冰塊酷巴完成。然而，到了1989年年底，由于与N.W.A.经纪人Jerry Heller意见不合，冰塊酷巴拒绝了N.W.A.的续约请求。随后，得知经纪人Jerry Heller仍欠自己部分酬金，冰塊酷巴为此付诸法律。作为回应，N.W.A在其EP《100 Miles and Runnin'》以及下一张专辑，也是最后一张专辑《Efil4zaggin》中，对冰塊酷巴进行了攻击。

### 单飞时期
1989年年底，冰塊酷巴与唱片录制团队The Bomb Squad合作，于1990年推出了单飞后的首张个人专辑《AmeriKKKa's Most Wanted》。该专辑大获成功，持续热卖，并在美国掀起了一股饒舌热潮，但冰塊酷巴同時亦因专辑里厌女和种族主义内容而收到指控。同年，冰塊酷巴推出了备受好评的EP《Kill At Will》，并成为嘻哈唱片中第一张黄、白两金唱片。
冰塊酷巴1991年推出的专辑《Death Certificate》虽更受瞩目，但也更受争议。由于该专辑包含有反白人主义、反犹太主义和厌女内容，冰塊酷巴再次受到涉嫌煽动种族矛盾的指控。
1992年11月，冰塊酷巴推出了专辑《The Predator》，其中特别提到了当年发生的洛杉矶骚乱。该专辑成为史上第一张同时登上流行音乐和R&B榜单榜首的专辑，在全美的销量超过300万张。
在《The Predator》之后，冰塊酷巴的音乐出现了走下坡路的趋势，粉丝也在减少。其1993年的专辑《Lethal Injection》在发行后，没有受到太多好评。不过，其之后的专辑，包括《Really Doe》, 《Bop Gun (One Nation)》 《You Know How We Do It》 和《What Can I Do?》都取得了不错的成绩。
冰塊酷巴於1994年开始将注意力转移到电影界和培养Mack 10、Mr. Short Khop、Kausion、Da Lench Mob等其他饒舌艺人上。

## 其他领域

### 影视业
1992年，冰塊酷巴与Ice-T以及Bill Paxton联袂出演了动作片《Trespass》和犯罪片《The Glass Shield》。
1993年，冰塊酷巴曾受邀出演情感片《Poetic Justice》，但受到库伯拒绝。
John Singleton曾鼓励冰塊酷巴尝试剧本创作，并说：“你如果能写词，那么也能写剧本”（"If you can write a record, you can write a movie"）。首次鼓励，冰塊酷巴寫了一部剧本。后来的1995年喜剧片《Friday》便以此为剧本进行拍摄。该片以仅350万美元的成本在全球收获2800万美元，获得巨大成功。
那年，冰塊酷巴与John Singleton二度合作，参演了电影《Higher Learning》。
1997年，冰塊酷巴出演了动作惊悚片《Dangerous Ground》。他还在电影《Anaconda》中出演一个配角。
1998年，他自编自导了他的处女作《The Players Club》。
1999年他与George Clooney以及Mark Wahlberg联袂出演了广受好评的电影《Three Kings》。2000，他自编自演了《Friday》的续集《Next Friday》。
2002年，冰塊酷巴出演了成功的商业片《哈啦大髮師》《All About the Benjamins》以及《Friday》系列的第三部。
2004年，他参与了电影《哈啦大髮師2》和《Torque》。
2005年，他出演了动作片《XXX: State of the Union》和喜剧片《Are We There Yet?》《Are We Done Yet?》。
冰塊酷巴曾与篮球明星勒布朗·詹姆斯一同向美国广播公司呈送一部关于勒布朗·詹姆斯一小时宣传片。

### 服装生产
冰塊酷巴拥有一条服装生产线，主要生产连帽运动衫。

## 个人生活

### 家庭
冰塊酷巴在1992年迎娶了金伯利·伍德拉夫，共有四名子女（三男一女）。

### 宗教信仰
据《英国卫报》报道，冰塊酷巴自1990年代起皈依回教，成為穆斯林。

## 作品列表

### 電影
| 年份 | 標題                      | 職位 | 職位  | 職位 | 職位 | 角色                        |
| 年份 | 標題                      | 導演 | 製片  | 編劇 | 演員 | 角色                        |
| ---- | ------------------------- | ---- | ----- | ---- | ---- | --------------------------- |
| 1991 | 《鄰家少年殺人事件》      | 否   | 否    | 否   | 是   | Darin "Doughboy" Baker      |
| 1992 | 《入侵蛇頭堡》            | 否   | 否    | 否   | 是   | Savon                       |
| 1993 | 《节奏王国》              | 否   | 否    | 否   | 是   | 他自己（客串）              |
| 1994 | 《終極護衛戰》            | 否   | 否    | 否   | 是   | Teddy Woods                 |
| 1995 | 《校園大衝突》            | 否   | 否    | 否   | 是   | Fudge                       |
| 1995 | 《星期五》                | 否   | 是    | 是   | 是   | Craig Jones                 |
| 1997 | 《驚爆死亡角》            | 否   | 是    | 否   | 是   | Vusi Madlazi                |
| 1997 | 《大蟒蛇：神出鬼沒》      | 否   | 否    | 否   | 是   | Danny Rich                  |
| 1998 | 《玩家俱樂部》            | 是   | 是    | 是   | 是   | Reggie                      |
| 1998 | 《絕代雙基》              | 否   | 否    | 否   | 是   | Gun runner                  |
| 1999 | 《奪寶大作戰》            | 否   | 否    | 否   | 是   | Sgt. Chief Elgin            |
| 1999 | 《衝浪高手》              | 否   | 否    | 否   | 是   | Slink                       |
| 2000 | 《瘋狂星期五》            | 否   | 是    | 是   | 是   | Craig Jones                 |
| 2001 | 《火星異魔》              | 否   | 否    | 否   | 是   | James 'Desolation' Williams |
| 2002 | 《財路兩人行》            | 否   | 是    | 是   | 是   | Bucum                       |
| 2002 | 《哈拉大髮師》            | 否   | 否    | 否   | 是   | Calvin Palmer               |
| 2002 | 《又一個星期五》          | 否   | 是    | 是   | 是   | Craig Jones                 |
| 2004 | 《極速酷客》              | 否   | 否    | 否   | 是   | Trey Wallace                |
| 2004 | 《N字頭》                 | 否   | 否    | 否   | 是   | 他自己                      |
| 2004 | 《哈啦大髮師2》           | 否   | 是    | 否   | 是   | Calvin Palmer               |
| 2005 | 《小鬼上路》              | 否   | 是    | 否   | 是   | Nick Persons                |
| 2005 | 《哈啦美容院》            | 否   | 是    | 否   | 否   |                             |
| 2005 | 《獅子山之星》            | 否   | 是    | 否   | 否   |                             |
| 2005 | 《限制級戰警2：極限公國》 | 否   | 否    | 否   | 是   | Darius Stone                |
| 2007 | 《有完沒完》              | 否   | 是    | 否   | 是   | Nick Persons                |
| 2008 | 《笨賊的祈禱》            | 否   | 是    | 否   | 是   | Durell Washington           |
| 2008 | 《教練報到》              | 否   | 是    | 否   | 是   | Curtis Plummer              |
| 2009 | 《宣傳大逃亡》            | 否   | 是    | 是   | 是   | Russell Redds               |
| 2010 | 《瘋狂大樂透》            | 否   | 是    | 否   | 是   | Jerome "Thump" Washington   |
| 2011 | 《野獸特警》              | 否   | 否    | 否   | 是   | Kyle Timkins                |
| 2012 | 《龍虎少年隊》            | 否   | 否    | 否   | 是   | Capt. Dickson               |
| 2014 | 《龍兄唬弟》              | 否   | 是    | 否   | 是   | Detective James Payton      |
| 2014 | 《龍虎少年隊：童顏巨捕》  | 否   | 否    | 否   | 是   | Capt. Dickson               |
| 2014 | 《曼羅奇遇記》            | 否   | 否    | 否   | 是   | The Candle Maker（配音）    |
| 2015 | 《衝出康普頓》            | 否   | 是    | 否   | 否   |                             |
| 2016 | 《龍兄唬弟2》             | 否   | 是    | 否   | 是   | Detective James Payton      |
| 2016 | 《哈啦大髮師3》           | 否   | [ 6 ] | 否   | 是   | Calvin Palmer               |
| 2017 | 《限制級戰警：重返極限》  | 否   | 否    | 否   | 是   | Darius Stone                |
| 2017 | 《徒手大戰》              | 否   | 否    | 否   | 是   | Mr. Ron Strickland          |
| 2020 | 《天后小助理》              | 否   | 否    | 否   | 是   | Jack Robertson              |
| 2023 | 《忍者龜：變種大亂鬥》    | 否   | 否    | 否   | 是   | Superfly（配音）            |
| 2025 | 《世界大戰》              | 否   | 否    | 否   | 是   | Will Radford                |

### 電視
| 年份      | 標題                 | 職位 | 職位 | 職位 | 職位 | 角色              | 附註                           |
| 年份      | 標題                 | 製片 | 編劇 | 導演 | 演員 | 角色              | 附註                           |
| --------- | -------------------- | ---- | ---- | ---- | ---- | ----------------- | ------------------------------ |
| 1994      | 《辛巴達秀》         | 否   | 否   | 否   | 是   | 他自己            | 單集：〈The Mr. Science Show〉 |
| 2002      | 《伯尼·麥克秀》      | 否   | 否   | 否   | 是   | 他自己            | 單集：〈Goodbye Dolly〉        |
| 2005      | 《哈啦大髮師》       | 是   | 否   | 否   | 否   |                   |                                |
| 2005      | 《摔角狂熱21》       | 否   | 否   | 否   | 是   | 他自己            |                                |
| 2006      | 《黑的，白的》       | 是   | 否   | 否   | 否   |                   |                                |
| 2007      | 《星期五：動畫系列》 | 是   | 是   | 否   | 否   |                   |                                |
| 2010      | 《30比30》           | 否   | 否   | 是   | 否   |                   | 單集：〈Straight Outta L.A.〉  |
| 2010–2013 | 《小鬼上路》         | 是   | 否   | 否   | 是   | Terrence Kingston | 常駐角色；20集                 |
| 2014      | The Rebels           | 是   | 否   | 否   | 否   |                   | 非製作系列的試播集             |
| 2017      | 《反叛者》           | 否   | 否   | 否   | 是   | 他自己            | 紀錄片                         |
| 2025      | 《片廠風雲》         | 否   | 否   | 否   | 是   | 他自己            | 單集：〈Casting〉              |

### 電子遊戲
| 年份 | 標題                   | 角色                                                          | 附註       |
| ---- | ---------------------- | ------------------------------------------------------------- | ---------- |
| 2010 | 《決勝時刻：黑色行動》 | Chief Petty Officer Joseph Bowman / SOG multiplayer announcer | 配音和頭像 |